# Metro (hudební skupina)
Metro byla maďarská bigbítová skupina založená v 60. letech 20. století.

## Historie

### Zenith a Metró (1960-1962)
Předchůdcem skupiny Metro byla v roce 1960 skupina Zenith, kterou vedl Zoran Sztevanovity. Zpočátku se scházeli na Západním nádraží v baru s názvem Atmosphere, kam o víkendech chodila mládež. V následujícím roce kapela uzavřela první kontrakt na vystupování v klubu Metro. Kapela tvořili Sztevanovity Zoran (zpěv a kytara), jeho bratr Sztevanovity Dusan (kytara), Andrew Rudas (klávesy), Elekes Zoltán (saxofon), Bela Balint (baskytara) a Stephen Maka (bicí). Zenith hrál repertoár známých skupin a umělců jako byli Shadows, Roy Orbison, Duane Eddy nebo Ventures.

## Diskografie
- Metro (1969)
- Egy este a Metro Klubban… (1970)
- Metro koncert (1992)
- A Metro együttes összes felvétele (1992)
- Gyémánt és arany (2000)